# Lomé
Lomé je glavno mesto zahodnoafriške države Togo in s skoraj 1,6 milijona prebivalcev širšega velemestnega območja (po oceni leta 2010) največje naselje v državi ter administrativno, poslovno in transportno središče Toga. Leži ob obali Beninskega zaliva na skrajnem jugozahodu države.
Mestno pristanišče s kapaciteto 3 milijone ton tovora letno ima privez za večje ladje, zato ima regionalni pomen; železnica ga povezuje z zaledjem države in notranjostjo celine, povezave vodijo v Mali, Burkina Faso in Nigerijo. Tu je izstopna točka za pomemben del izvoza tega območja, predvsem fosfate, kakav, kavo, kopro, bombaž in pridelke iz palm. V mestu je sedež Zahodnoafriške ekonomske in monetarne unije, Zahodnoafriške banke za razvoj in nekaterih drugih finančnih inštitucij, vendar se je njegov regionalni pomen v zadnjih dveh desetletjih zmanjšal zaradi politične nestabilnosti v državi, pri čemer se je glavnina nemirov zgodila prav v Lomeju, kar je imelo občuten negativni vpliv na stanje v njem.